# Plac Magen David (Tel Awiw)
Plac Magen David (hebr. כיכר מגן-דוד, Kikar Magen-David; Plac Tarczy Dawida) – plac, który znajduje się w osiedlu Lew ha-Ir w Tel Awiwie, w Izraelu.

## Nazwa

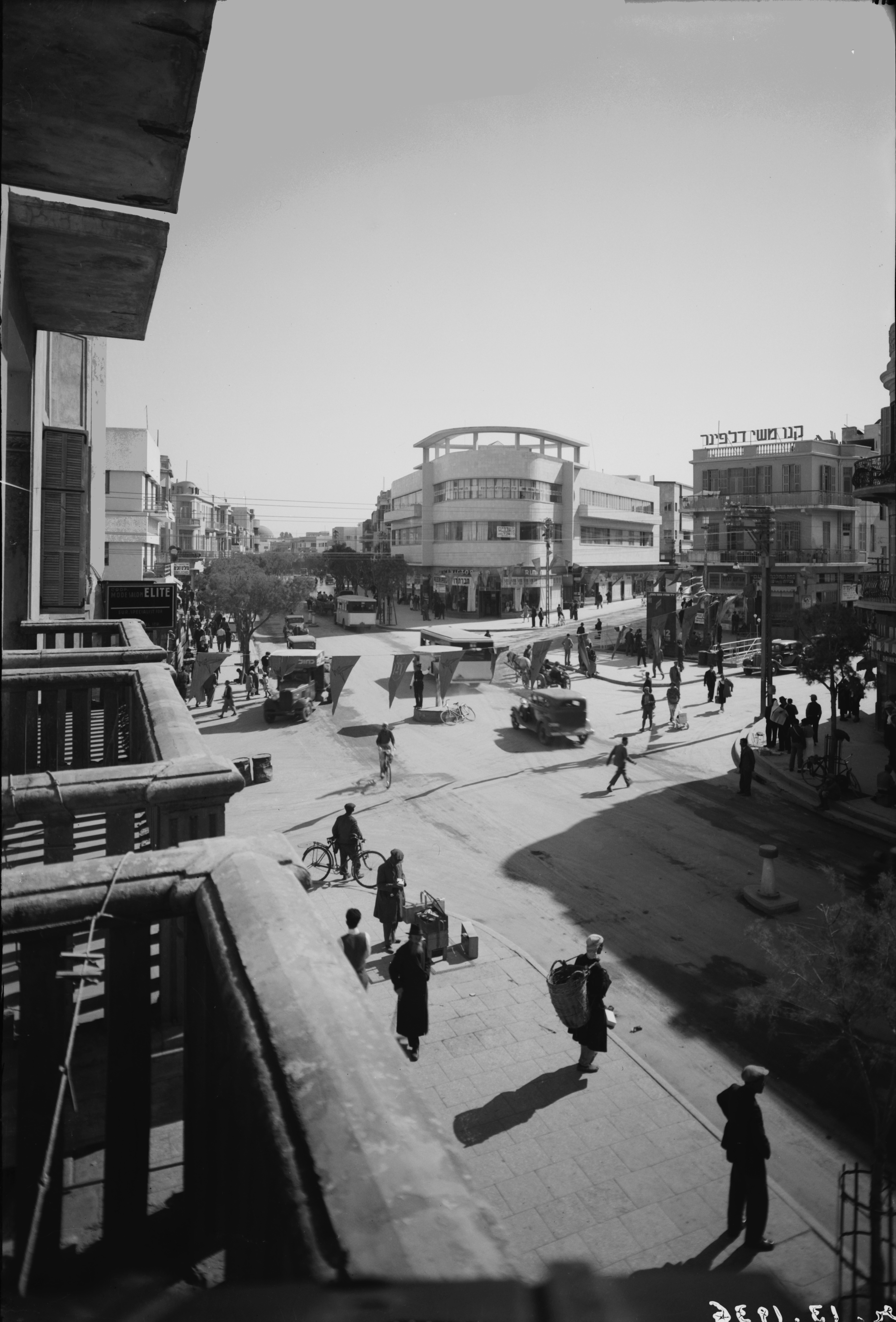
Plac Magen David w 1936

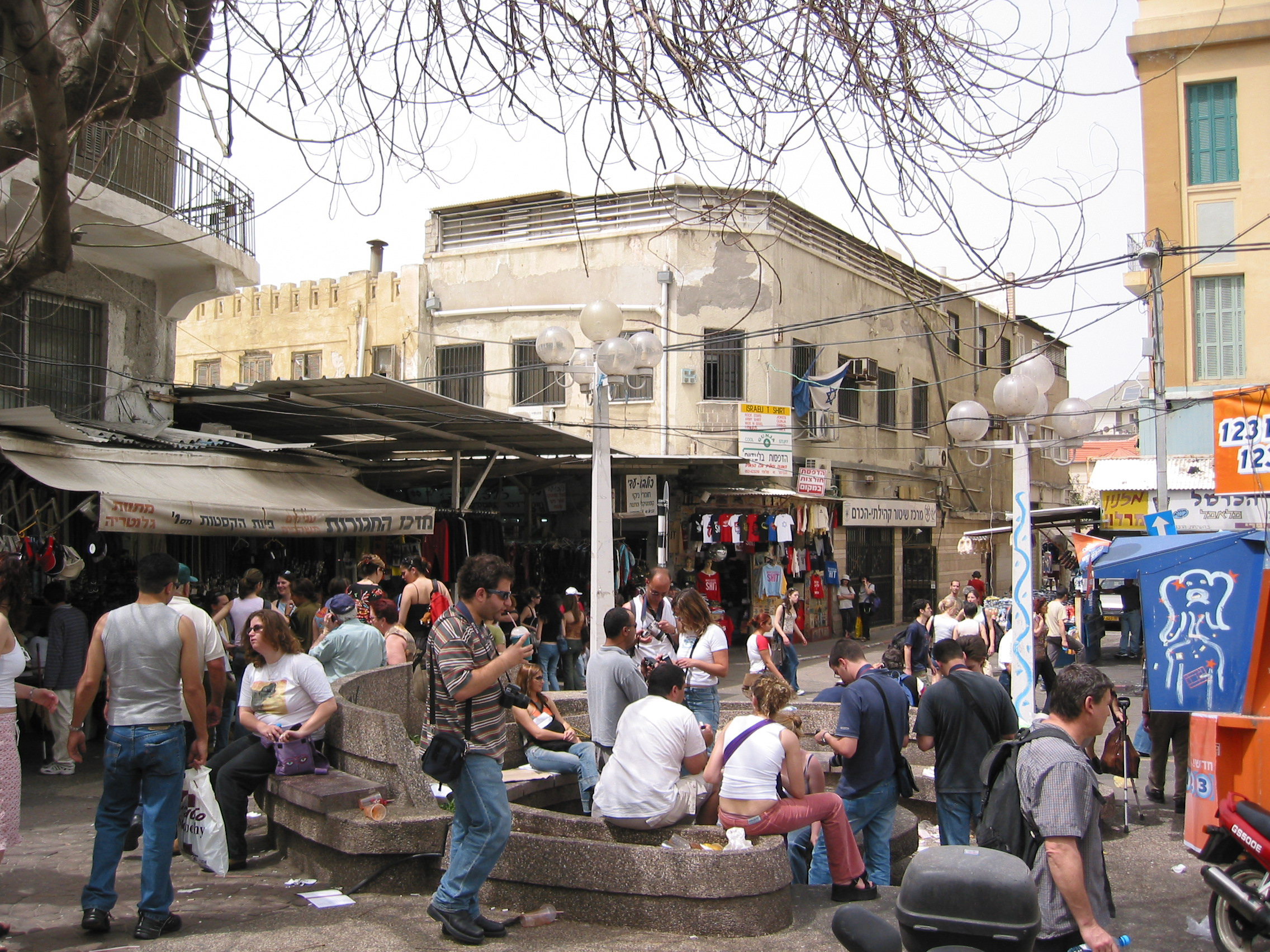
Plac Magen David w 2000, przed rewitalizacją

Nazwa placu nawiązuje do Gwiazdy Dawida, ponieważ jest ona sześcioramienną gwiazdą, natomiast z placu wychodzi sześć ulic, które są jakby wierzchołkami gwiazdy Dawida. Żydzi gwiazdę Dawida nazywają tarcza Dawida.

## Położenie
Plac jest położony w osiedlu Lev Halr w centrum miasta Tel Awiw. Przez plac przechodzą następujące ulice: King George (północny wschód), Allenby (północny zachód i południowy wschód), HaCarmel (południowy zachód), Nahalat Binyamin (południe) i Sheinkin (wschód).

## Historia
Był to jeden z pierwszych placów miejskich jakie powstały w Tel Awiwie. Odgrywał on ważną rolę w komunikacji miejskiej. W latach 1934–1938 wokół placu powstały domy wzniesione w stylu międzynarodowym.

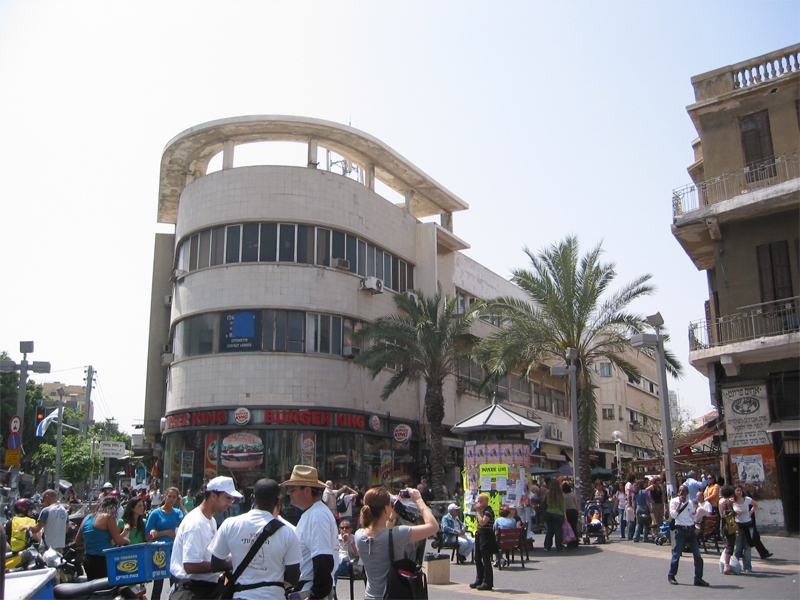
Dom Polishuka na Placu Magen David

Wraz z upływem lat plac podupadł, a część okolicznych domów znajdowała się w złym stanie technicznym. Również rosnące natężenie ruchu drogowego sprawiało coraz większe trudności komunikacyjne na placu. Z tego powodu w 1962 wybudowano na placu podziemne przejścia dla pieszych. Jednak ze względu na duże zaniedbanie tych przejść i wykorzystywanie przez bezdomnych zostały one pod koniec 2004 zamknięte. Od 2005 przeprowadzona na placu prace rewitalizacji.

## Architektura
Całość zabudowy placu wchodzi w skład zespołu miejskiego Białego Miasta Tel Awiwu, który został w 2003 umieszczony na Liście światowego dziedzictwa UNESCO, jako największe na świecie skupisko budynków modernistycznych. Został on stworzony w latach 30. XX wieku przez pochodzących z Niemiec żydowskich architektów, którzy kształcili się na uczelni artystycznej Bauhaus (powstał w niej styl architektoniczny nazywany modernizmem). Niektórzy z tych architektów, w tym Arje Szaron, przyjechali do Palestyny i przystosowali poglądy modernizmu do lokalnych warunków, tworząc w Tel Awiwie największe na świecie skupisko budynków wybudowanych w tym stylu.

## Wykorzystanie placu
Plac jest niezwykle popularnym miejscem spotkań tak ludzi młodych, jak i starszych. Wraz z przyległymi ulicami stanowi centrum miejskie, pełne restauracji, kawiarni i sklepów.

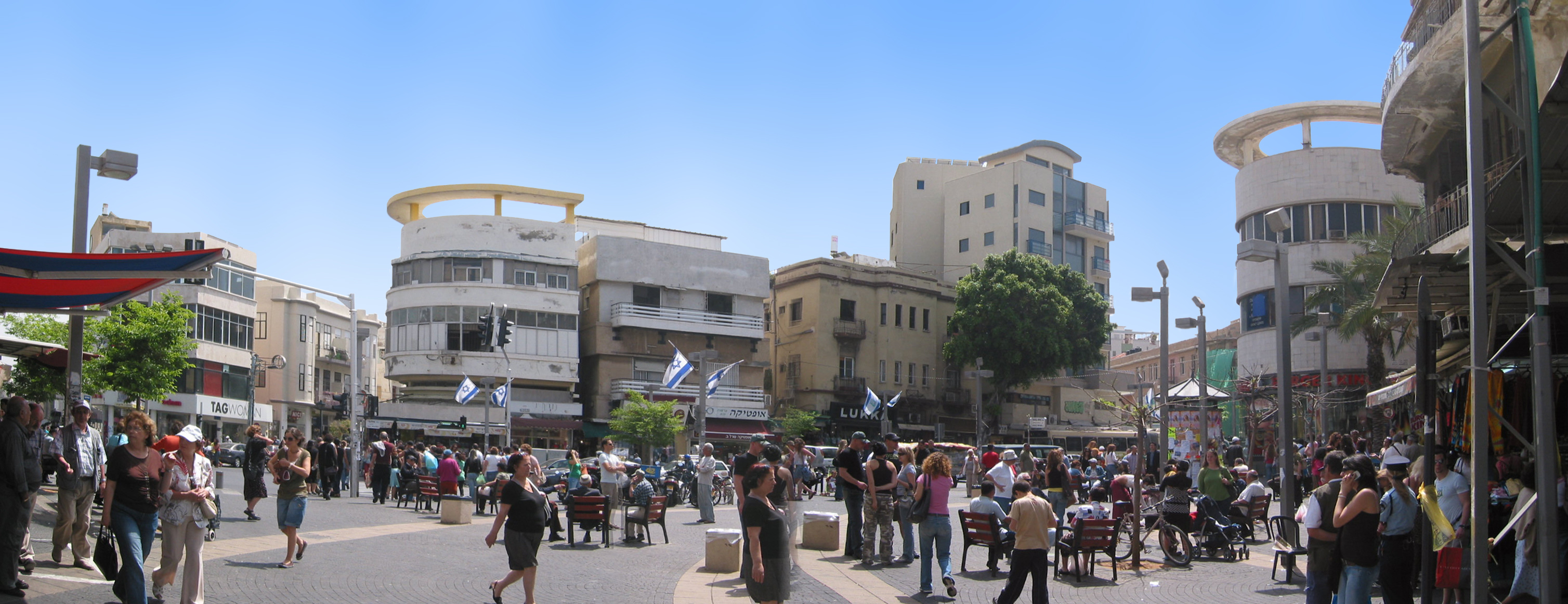
Panorama placu Magen David